# Hałyna Kyjaszko
Hałyna Wołodymyriwna Kyjaszko (ukr.  Галина Володимирівна Кияшко, ur. 10 września 1971 w Kyjaszkach w rejonie krzemieńczuckim obwodu połtawskiego) – ukraińska aktorka teatralna i filmowa. Pracowała także jako prezenterka i dziennikarka telewizyjna. W 1992 roku ukończyła Kijowski Narodowy Uniwersytet Teatru, Kina i Telewizji im. Iwana Karpenki-Karego.

## Życiorys
Urodzona w obwodzie połtawskim w centralnej Ukrainie. Jej  rodzice to Wołodymyr Kyjaszko i Nina Kyjaszko (z domu Anacka). Hałyna Kyjaszko ma o 13 lat starszego brata Wołodymyra. W szkole średniej otrzymała srebrny medal za dobre wyniki w nauce. W 1988 kontynuowała studiowanie. Od 1998 mieszka w Holandii. Hałyna jest zamężna z Holendrem i ma syna Lucasa.

## Dorobek artystyczny na Ukrainie
1992-1998
Sztuka teatralna, pantomima. Sześć lat pracy przy Narodowej i Regionalnej Stacji Nadawczej jako prezenterka telewizyjna, dziennikarka, reporterka, własne programy dziecięce, radio, dubbing (język rosyjski i ukraiński) przy około 2000 filmów. 
Autorka książki "Dziadek kto tam" (ukr. "Дід Піхто") w kategorii poezji dziecięcej. Nagrodzona w 1996 przez Wydawnictwo "Pochodnia" (ukr. "Смолоскип"). Książkę wydano w 1998 roku.

## Dorobek filmowy w Holandii
- 2006 - "Rodzinne spotkanie Drakuli" (ang. "Dracula`s Family Visit"), rola: Sofi.Reżyser:Monique Breet.
- 2006 - "Pozdrowienia z Holandii" (hol. ("Groeten Uit Holland"), rola: Svetlana. Reżyser: Andries Kooijman.
- 2005 - "Dioniczny Taniec"(hol. "De Dionische Dans"),rola:Anja.Reżyser:Leon van Raaij
- 2005 - "Laik" (rum. "Gadje"), rola: Iona. Reżyser: Thomas Korthals Altes
- 2005 - "Inspekcja"(hol. "Inspectie"), rola: Olga. Reżyser: Frank Dorren
- 2004 - "Zwyczajny Interes"(ang. "Business as Usual"), rola: Sekretarka. Reżyser: Jelle Toelstra
- 2003 - "Przyjemność" (ang. "Pleasure"), rola: Sekretarka. Reżyser: Vincent Becker